# كاتون ادموندس (تشيشير)
كاتون ادموندس (بالإنجليزية: Cotton Edmunds)‏ هي قرية و أبرشية مدنية تقع في المملكة المتحدة في إنجلترا. يقدر عدد سكانها بـ 25 نسمة .